# NGC 6050B
NGC 6050B је спирална галаксија у сазвежђу Херкул која се налази на NGC листи објеката дубоког неба.
Деклинација објекта је + 17° 45' 16" а ректасцензија 16h 5m 22,3s. Привидна величина (магнитуда) објекта NGC 6050 износи 15,4 а фотографска магнитуда 16,1. NGC 6050B је још познат и под ознакама IC 1179B, UGC 10186, MCG 3-41-92, DRCG 34-155, CGCG 108-118, ARP 272, VV 220, KCPG 481A, PGC 57053.